# Cycloptera
Cycloptera is een geslacht van rechtvleugeligen uit de familie sabelsprinkhanen (Tettigoniidae). De wetenschappelijke naam van dit geslacht is voor het eerst geldig gepubliceerd in 1838 door Serville.

## Soorten
Het geslacht Cycloptera omvat de volgende soorten:
- Cycloptera arcuata Saussure & Pictet, 1898
- Cycloptera aurantifolia Stoll, 1787
- Cycloptera excellens Vignon, 1926
- Cycloptera falcifolia Walker, 1870
- Cycloptera speculata Burmeister, 1838